# Tommy Milton
Thomas „Tommy” Milton (ur. 14 listopada 1893 roku w Saint Paul, zm. 10 lipca 1962 roku w Mount Clemens) – amerykański kierowca wyścigowy. Miał uszkodzone prawe oko.

## Kariera
W swojej karierze Milton startował głównie w Stanach Zjednoczonych w mistrzostwach AAA Championship Car oraz towarzyszącym mistrzostwom słynnym wyścigu Indianapolis 500, będącym w latach 1923-1930 jednym z wyścigów Grandes Épreuves. W drugim sezonie startów, w 1917 roku siedmiokrotnie stawał na podium, w tym dwukrotnie na jego najwyższym stopniu. Z dorobkiem 771 punktów został sklasyfikowany na piątej pozycji w klasyfikacji generalnej. Dwa lata później odniósł pięć zwycięstw, jednak nie ukończył wyścigu Indianapolis 500. Uzbierane 905 punktów dało mu piąte miejsce w klasyfikacji mistrzostw. W sezonie 1920 zakończył wyścig na torze Indianapolis Motor Speedway na trzecim miejscu, kończąc sezon mistrzostwa AAA z dorobkiem 930 punktów i zdobywając tytuł wicemistrzowski. Największy sukces w karierze przyszedł jednak w 1921 roku, kiedy wygrał słynny wyścig Indianapolis 500. W pozostałych wyścigach stawał dziewięciokrotnie na podium w tym dwukrotnie na jego najwyższym stopniu. Dorobek 2230 punktów pozwolił mu zdobyć tytuł mistrzowski. W 1922 roku odniósł łącznie cztery zwycięstw w wyścigach zaliczanych do klasyfikacji mistrzostw AAA, jednak nie ukończył Indy 500. Uzbierał łącznie 1910 punktów, co dało mu drugie miejsce w końcowej klasyfikacji kierowców. W 1923 roku odniósł jedynie jedno zwycięstwo, jednak było to zwycięstwo w słynnym wyścigu Indianapolis 500. Tym razem Amerykanin stał się pierwszym kierowcą, który odniósł ten sukces dwukrotnie. W latach 1924–1925 kończył mistrzostwa AAA Championship Car na czwartej pozycji. Do ścisłej czołówki Milton powrócił w sezonie 1925, kiedy dojechał do mety Indy 500 na piątym miejscu, a w mistrzostwach AAA stawał łącznie sześciokrotnie na podium oraz dwukrotnie na jego najwyższym stopniu. Uzbierane 1745 punktów ponownie dało mu tytuł wicemistrza serii.